# Бюсси, Мишель
Мишель Бюсси (фр. Michel Bussi; род. 29 апреля 1965, Лувье) — французский писатель, автор триллеров и криминальных романов, политический аналитик и профессор географии в Университете Руана.

## Биография и творчество
Мишель Бюсси родился 29 апреля 1965 года в Лувье, департамент Ипр, Франция. Профессор географии в Университете Руана, где до 2016 года руководил исследовательским подразделением Национального центра научных исследований. Специалист в области электоральной географии.
Начал писать в 1990 году во время работы в университете. Его первой рукописью была история о высадке в Нормандии, но она была отвергнута всеми издателями. Написал несколько рассказов и сценариев, которые также не были опубликованы. Десять лет спустя, вдохновившись романом Дэна Брауна «Код да Винчи» и приключениями героя Мориса Леблана, Арсена Люпена, он снова начал писать.
Дебютный роман, «Код Люпена», был опубликован в 2006 году в издательстве University Press. Роман разошёлся тиражом более 7 000 экземпляров, в 2010 году был опубликован в тридцатидневной серии ежедневной газеты Paris Normandie. Бюсси несколько раз переписывал рукопись. По сюжету профессор Роланд Бергтон убежден, что приключения Арсена Люпена в различных таинственных местах Нормандии — это часть кода к нормандскому сокровищу или тайному знанию. Однажды ему предстоит разгадать загадку с помощью найденной золотой монеты, неоконченного рассказа Леблана и помощи юной студентки-историка.
Его роман Nymphéas noirs («Чёрные кувшинки»), триллер в стиле «плаща и кинжала», действие которого происходит в Живерни, доме Клода Моне, был опубликован 20 января 2011 года. Книга была высоко оценена критиками и стала бестселлером, получив премию читателей на фестивале триллеров в Коньяке, премию средиземноморских триллеров на фестивале в Вильнёв-ле-Авиньоне, главную премию имени Мишеля Лебрена на 25-м часе Ле-Мана, премию читателей на Sang d’Encre во Вьенне и главную премию имени Гюстава Флобера от Гильдии писателей Нормандии, став самым продаваемым французским детективным романом 2011 года.
В январе 2012 года в издательстве Presses de la Cité вышел его роман Un avion sans elle («Самолёт без нёё»), первое произведение, действие которого разворачивается за пределами Нормандии. Критик Жеральд Коллар назвал его триллером года. В первый же год книга была удостоена премии Maison de la Presse, премии «Популярный роман» и премии «Лучший детективный роман на французском языке» (в Монтиньи-ле-Кормей). За несколько месяцев после выхода роман был продан тиражом 500 000 экземпляров во Франции, а с тех пор разошелся тиражом более миллиона экземпляров. Роман был переведён на 34 языка. С сентября 2013 года он ежедневно публиковался в газете l’Est Républicain в течение более 200 дней. Четырёхсерийный мини-сериал вышел в 2019 году на канале M6.
Действие большинства романов Бюсси происходит в Нормандии. Из-за этого в 2014 году он был выбран «официальным спонсором» (Parrain Officiel) регионального фестиваля Нормандии. Действие некоторых его романов происходит на Корсике (Sang famille, 2006), на Реюньоне (Ne lâche pas ma main, 2013) или на Маркизских островах (Au soleil redouté, 2020). Большинство названий его романов навеяны французскими песнями. Некоторые из его романов были экранизированы.
В 2017 году была учреждена премия имени Мишеля Бюсси, которой отмечаются лучшие триллеры года.
Мишель Бюсси живёт с семьей в Руане.